# ミキータ・シェフチェンコ
ミキータ・ルスラロヴィチ・シェフチェンコ（Mykyta Ruslanovych Shevchenko、ウクライナ語: Микита Русланович Шевченко、1993年1月26日  - ）は、ウクライナ・ドネツィク州ホーリフカ出身のサッカー選手。ポジションは、ゴールキーパー。

## 経歴

### クラブ
2006年から2009年にかけてFCシャフタール・ドネツクのアカデミーでプレーした。2009年の夏、トップチームに昇格。 2011年の初めに、FCイリチヴェツ・マリウポリにローン移籍したが、トップチームでのプレー機会はなかった。2012年の夏にシャフタールに復帰したが、リザーブチームでしか出番を得られなかった。
2013年の夏、FCゾリャ・ルハーンシクにローン移籍。ここでレギュラーの座をつかみ、2014年の夏にはローン期間延長が発表された。
2018年9月3日、FCカルパティ・リヴィウにレンタル移籍した。

### 代表
各年代で世代別代表に選ばれている。2010年夏にはU-18代表の招集を受けたが、1試合も出場すること無く終わった。
UEFA EURO 2016のメンバーにも選ばれた。なおA代表での出場は無い。

## タイトル
シャフタール・ドネツク
- ウクライナ・プレミアリーグ 2013-14, 2016-17, 2017-18
- ウクライナ・カップ 2016-17, 2017-18
- ウクライナ・スーパーカップ 2012, 2017